# ベルナール・パルメジャーニ
ベルナール・パルメジャーニ（Bernard Parmegiani, 1927年10月27日 - 2013年11月22日）はフランス、パリ生まれの電子音楽、アクースマティック・ミュージックの作曲家。

## 来歴
1957年から1961年にかけてジャック・ルコックの元でマイムの勉強をしたことが、作曲家としての後の活動に大きな影響を与えたと本人は捉えている。1959年、ピエール・シェフェールによって設立されて間もないフランス音楽研究グループ(GRM)に参加し、2年間のマスタークラスを受講する。ルコックの元を離れてからORTFにて音響技師として勤め、後に音楽／映像部門の責任者となる。そこで、ヤニス・クセナキスをはじめとする著名な作曲家らとスタジオでの仕事を共にした
。
またジャック・バラティエ、ペテ・カソヴィッツなど数多くの映画監督のために音楽をプロデュースし、ジャン・ルニカの『A』 (1965年)などの仕事を残した。その他、フランスのメディアにおいて多くのジングルを制作しており、シャルル・ド・ゴール国際空港にて1971年から2005年まで放送アナウンスの前に流れていた音楽は彼の作品である
。
代表作のひとつとされるヴァイオリンとテープのための『ヴィオロストリーズ』(1964年)は舞踊のために制作され、アミアン現代劇場においてジャック＝アルベール・シャルティエの演出により初演されている。1960年代後半にアメリカに滞在していた際には映像と音楽の融合を研究し、後に西ドイツ放送にレジデンス中に制作した『L'Œil écoute』、『L’Écran transparent』 (1973年)といった音楽映像作品を残した。1970年代にはジャズのライヴパフォーマンスにも目覚め、ロンドンのサード・イアー・バンドとも共演している
。
この頃より、コンサートホールで演奏されるアクースマティック作品を作り始め、『Capture éphémère』(1967年)、フランソワ・ベイルとの共作『L'Enfer』 (1972年)などを制作した

1992年、GRMを去ったパルメジャーニはサン＝レミ＝ド＝プロヴァンスに自分のスタジオを設立した。2010年にはクォーツ電子音楽賞 (Qwartz Electronic Music Awards)の審査員を務める。パルメジャーニの音楽はエイフェックス・ツイン、オウテカ、ソニック・ユースなど、若い実験的アーティストに大きな影響を与えている
。

## 受賞歴
- 1979年 フランス・ディスク賞 Prix de l'Académie du Disque Français
- 1981年 フランス音楽著作権協会賞 Prix des compositeurs, SACEM
- 1991年 ブルージュ国際コンクール賞 Prix Magister at the Concours International de Bourges[3]
- 1993年 アルス・エレクトロニカゴールデンニカ賞  Golden Nica, Prix Ars Electronica, Linz[5]

## 作品リスト
- 1964年 Violostries
- 1967年 - 1968年 L’Instant mobile, Capture éphémère
- 1970年 L'Œil écoute
- 1971年 Chronos
- 1971年 L’Enfer (based on La Divine Comédie)
- 1972年 Pour en finir avec le pouvoir d’Orphée
- 1974年 Chants Magnétiques
- 1975年 De Natura Sonorum
- 1980年 L’Echo du miroir
- 1984年 La Création du monde
- 1985年 - 1986年 Exercismes 1 - 2 - 3
- 1991年 Le Présent composé
- 1992年 Entre-temps
- 1996年 Sonare

## 参照
1. 1 2 3  “Parmegiani, Bernard”. Grove Music Online.   Oxford University Press. 2010年8月25日閲覧。 (Subscription required)
2. 1 2 3  Bernard Parmegiani - Discogs（英語）
3. 1 2  “Bernard Parmegiani - Biography”.   Société de musique contemporaine du Québec. 2010年8月25日閲覧。
4. ↑  “Dusted Reviews: Bernard Parmegiani - Chants Magnetiques”.   Dusted Magazine. 2010年8月25日閲覧。
5. ↑  “Bernard Parmegiani - L'Œuvre Musicale En 12 CD (CD)”.   Discogs. 2010年8月25日閲覧。